# PT 58 HC Plus
A Pistola PT 58 HC Plus é uma arma de fogo semiautomática de fabricação brasileira, produzida pelas Forjas Taurus S.A., com sede no estado do Rio Grande do Sul, Brasil. É uma arma de calibre permitido para uso civil no Brasil. sendo seu modelo catalogado junto Instituto do Patrimônio Histórico e Artístico Nacional de relevância histórica. 
A partir de 1987 as pistolas da TAURUS contam com numeração de série alfanumérica, composta de três letras e seguidas de cinco algarismos, conforme nos informa o livro “Taurus, Uma Garantia de Segurança”, do autor Domingos Tochetto e João Alberto Weingaertner. A primeira letra indica o calibre, a segunda, o ano de fabricação e a terceira, o mês de fabricação de cada pistola. O mesmo sistema foi adotado para numeração dos revólveres.
As letras que indicam o calibre são:
Axy – calibre .22 LR
Dxy – calibre 6,35 mm
Fxy – calibre 7,65 mm
Gxy – calibre 380 ACP
Txy – calibre 9 mm
Kxy – calibre .380 ACP
Sxy – calibre .40 S&W
onde x se refere ao ano e y se refere ao mes de produção.
O ano de fabricação (x) inicia-se com A (1981) até Z (2006). A partir de 2007, retorna a letra A indo até Z, para 2030. A letra y (mes) inicia em janeiro (A) e vai até dezembro (L), para os anos de 1981 a 2006. Para 2007 até 2009, janeiro é (M) e dezembro é (Y). A partir de 2010 a 2030, janeiro também é M e dezembro é Z.
Atingido o nº 99999 para um mesmo calibre, o serial é reiniciado em 00001, assim como, quando for atingida a última letra do alfabeto, reinicia-se com a letra A. Pela tabela antiga, a letra E equivaleria ao ano de 1985 (1991 seria a letra K). Porém, a Taurus adotou o sistema alfanumérico em pistolas 7,65mm a partir da arma FGJ00001, ou seja, outubro de 1987. Ou seja, antes dessa data, os números seriais possuíam somente uma letra no início.
Pelo fato desse sistema ser alfanumérico, ele se esgota a cada 26 anos (a letra Z equivale a 2006). Portanto, em  2007 voltou-se a utilizar a letra “A” para designar o ano de fabricação. Para evitar repetição dos números em armas produzidas depois de 2007, as letras designativas do mês de fabricação começam com a 13ª letra do alfabeto, ou seja M para janeiro, N para fevereiro, O para março  e assim sucessivamente. Portanto, um código serial como FEX, por exemplo, indica como sendo o mês de Novembro de 2011 a fabricação da arma.
Armas destinadas à uso pelas Forças Armadas seguem padrão específico de numeração, com duas letras e cinco dígitos. As duas letras iniciais são EB para Exército, MB para Marinha e MA para a Aeronáutica.
A partir de outubro de 2019 a Taurus modificou seu sistema de numeração serial. Continuou com o formato de tres letras e cinco números, porém, o significado das letras sofreu alteração. A partir dessa data, as duas primeiras letras indicam o ano de fabricação, sendo que AA é o ano de 2019, AB é 2020, AC é 2021 e assim por diante. A terceira letra é o mes, variando então de A=janeiro até L=dezembro. Esse novo método será usado em todas as armas do fabricante, não só nas pistolas. 
Quanto aos modelos temos o seguinte:
S – standard
C – compacta
TA – tiro ao alvo
A – ambidestra
M – maior capacidade de fogo
F – fire pin block (trava do percutor)
D – desarmador do cão
Dessa forma surgem os conjuntos de gravações mais conhecidas: SS, SC, TA, AF, AMF ou SAMF.
Ex: PT 58, PT 100 AF, etc.
O nome desta arma permite identificar alguns dados como a origem e suas principais características:
- PT significa "Pistola Taurus"
- 58 é o número do modelo designado pela fábrica (o modelo anterior foi a 57)
- HC Plus refere-se à capacidade do carregador. HC significa "High Capacity" (alta capacidade, em inglês). Nos Estados Unidos a legislação sobre armas pode diferenciar cada arma de fogo pela quantidade de munições que ela é capaz de portar. Desta forma, a indústria criou o termo "reduced capacity" (capacidade reduzida) para designar carregadores de capacidade permitida legalmente em alguns estados, sendo uma exceção. Geralmente considera-se HC o carregador cuja capacidade é acima de 10 ou 15 munições, variando conforme a fábrica. "Plus" indica que o carregador possui capacidade para mais 4 munições, além das 15 normais (HC).

Possui segurança manual ambidestra, com desarmador do cão, posição de meia-monta, percussor inicial e trava de percussor e acabamento oxidado ou inox.